# Kanton Versailles-Nord-Ouest
Kanton Versailles-Nord-Ouest (fr. Canton de Versailles-Nord-Ouest) je francouzský kanton v departementu Yvelines v regionu Île-de-France. Tvoří ho severozápadní část města Versailles.